# سارة ليونارد
سارة ليونارد (بالإنجليزية: Sarah Leonard)‏ هي مغنية ومغنية أوبرا بريطانية، ولدت في 10 أبريل 1953 في ونشستر في المملكة المتحدة.

## وصلات خارجية
- سارة ليونارد على موقع IMDb (الإنجليزية)
- سارة ليونارد على موقع ميوزك برينز (الإنجليزية)
- سارة ليونارد على موقع أول ميوزيك (الإنجليزية)
- سارة ليونارد على موقع ديسكوغز (الإنجليزية)